# Krasni (Astracan)
Krasni (en rus: Красный) és un possiólok a l'óblast d'Astracan, a Rússia, segons el cens del 2010 tenia 173 habitants.